# Cotter (Iowa)
Cotter és una població dels Estats Units a l'estat d'Iowa. Segons el cens del 2000 tenia 48 habitants.

## Demografia
Segons el cens del 2000, Cotter tenia 48 habitants, 19 habitatges, i 14 famílies. La densitat de població era de 80,6 habitants per km².
Dels 19 habitatges en un 31,6% hi vivien nens de menys de 18 anys, en un 63,2% hi vivien parelles casades, en un 10,5% dones solteres, i en un 26,3% no eren unitats familiars. En el 10,5% dels habitatges hi vivien persones soles el 10,5% de les quals corresponia a persones de 65 anys o més que vivien soles. El nombre mitjà de persones vivint en cada habitatge era de 2,53 i el nombre mitjà de persones que vivien en cada família era de 2,79.
Per edats la població es repartia de la següent manera: un 25% tenia menys de 18 anys, un 8,3% entre 18 i 24, un 29,2% entre 25 i 44, un 31,3% de 45 a 60 i un 6,3% 65 anys o més.
L'edat mediana era de 35 anys. Per cada 100 dones de 18 o més anys hi havia 125 homes.
La renda mediana per habitatge era de 41.250 $ i la renda mediana per família de 26.250 $. Els homes tenien una renda mediana de 34.375 $ mentre que les dones 18.750 $. La renda per capita de la població era de 13.879 $. Entorn de l'11,1% de les famílies i el 18,9% de la població estaven per davall del llindar de pobresa.

## Poblacions més properes
El següent diagrama mostra les poblacions més properes.